# リン酸
リン酸（リンさん、燐酸、英: phosphoric acid）は、リンのオキソ酸の一種で、化学式 H3PO4 の無機酸である。オルトリン酸（おるとりんさん、英: orthophosphoric acid）とも呼ばれる。
広義では、オルトリン酸・二リン酸（ピロリン酸）H4P2O7・メタリン酸HPO3など、五酸化二リンP2O5が水和してできる酸を総称してリン酸ということがある。リン酸骨格をもつ他の類似化合物群（ピロリン酸など）はリン酸類（リンさんるい、英: phosphoric acids）と呼ばれている。リン酸類に属する化合物を「リン酸」と略することがある。リン酸化物に水を反応させることで生成する。生化学の領域では、リン酸イオン溶液は無機リン酸 (Pi) と呼ばれ、ATP や DNA あるいは RNA の官能基として結合しているものを指す。

## 概要
純粋なリン酸は斜方晶系に属す不安定な結晶、またはシロップ状の無色の液体。融点42.35 ℃。水・アルコール・エーテルに可溶。
生化学において最も重要な無機オキソ酸といっても過言ではなく、DNAやATPを構成するため非常に重要。生化学反応では、低分子化合物の代謝においてリン酸が付加した化合物（リン酸エステルなど）が中間体として用いられることが多い。またタンパク質の機能調節（またそれによるシグナル伝達）においてもリン酸化は重要である。これらのリン酸化は多くの場合に ATP が用いられ、特定のリン酸化酵素（キナーゼ）によって行われる。
このほか、肥料・洗剤の製造、エチレン製造の触媒、清涼剤（コーラの酸味料など）、歯科用セメント、金属表面処理剤、ゴム乳液の凝結剤、医薬、微生物による廃水浄化など用途は幅広い。

## 性質

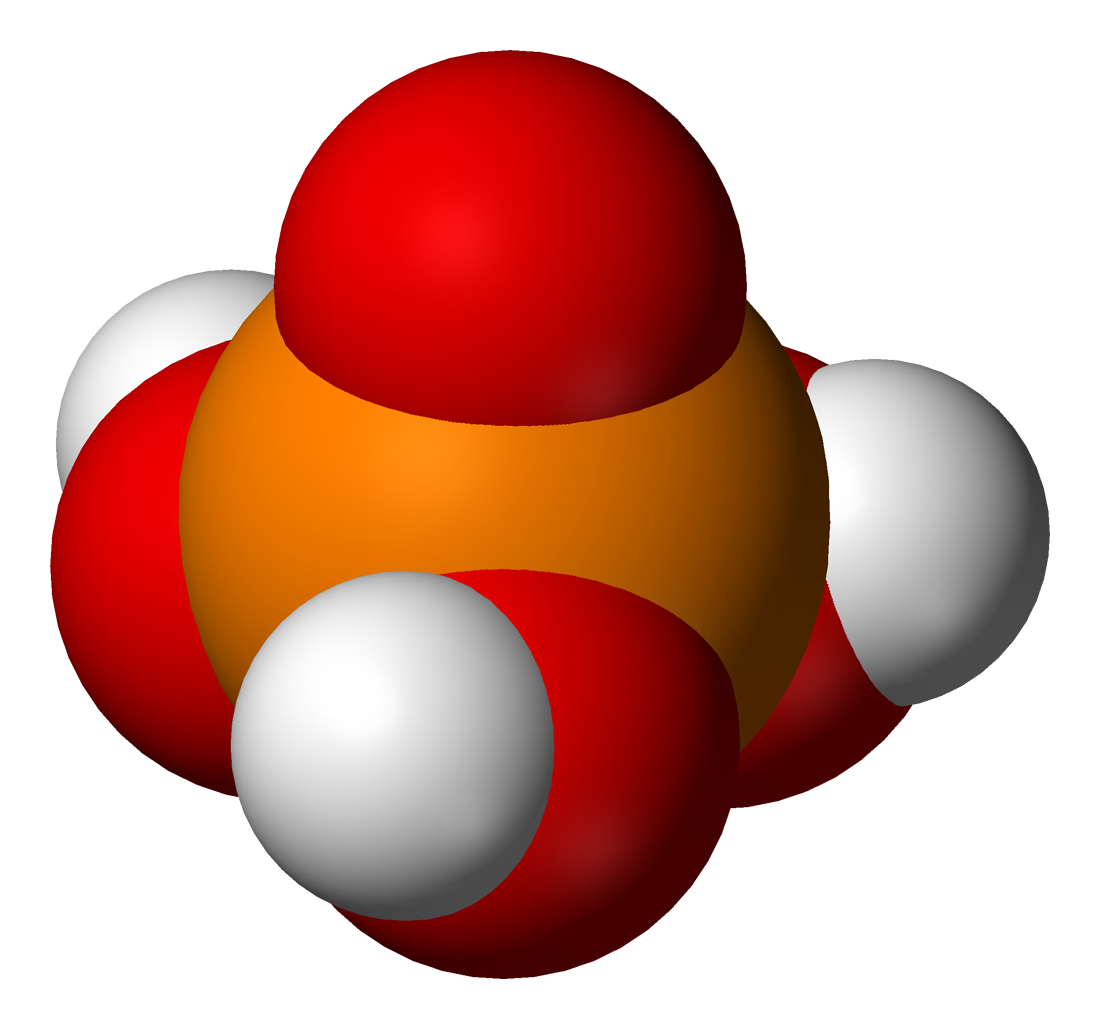
オルトリン酸分子の空間充填モデル

純粋な無水リン酸は常圧で融点 42.35 ℃ の白色固体であり、融解後は無色透明な液体となる。液体無水リン酸は高い電気伝導性を示し、またかなり強い酸性媒体であり、ハメットの酸度関数では H 0 = - 5 を示す。
オルトリン酸という別名があるが、この別名が用いられる場合はポリリン酸類と区別するという意味で用いられる。オルトリン酸は無機物であり、3 価のやや弱い酸である。極性の高い化合物であるため、水に溶けやすい。オルトリン酸を含むリン酸類のリン原子の酸化数は +5 であり、酸素の酸化数は -2 、水素の酸化数は +1 である。
75 – 85 % の純粋な水溶液は、無色透明で無臭、揮発性のない粘性液体である。この高い粘度はヒドロキシ基による水素結合によるものである。
一般的には 85% (d = 1.685 g/cm3）、モル濃度は 14.6 mol/dm3、規定度は 43.8 N の水溶液として用いられることが多い。高濃度では腐食性を持つが、希薄溶液にすると腐食性は下がる。高濃度の溶液では温度によりオルトリン酸とポリリン酸の間で平衡が存在するが、表記の簡略化のため市販の濃リン酸は成分の全てがオルトリン酸であると表記されている。
{\displaystyle {\ce {2H3PO4\rightrightarrows H4P2O7+H2O}}}

### 水溶液中の電離平衡
3 価の酸であるため、水と反応すると電離して 3 つの水素イオン H+ を放出する。
{\displaystyle {\ce {H3PO4 <=> H^+ + H2PO4^-}}}
```

  

    

      

        

          
K

          

            
a

            
1

          

        

        
=

        

          

            

              

                
[

                

                  
H

                  

                    
+

                  

                

                
]

              

              

                
[

                

                  
H

                  

                    
2

                  

                  

                    

                  

                

                

                  
PO

                  

                    
4

                  

                  

                    

                  

                

                

                  
−

                

                
]

              

            

            

              

                
[

                

                  
H

                  

                    
3

                  

                  

                    

                  

                

                

                  
PO

                  

                    
4

                  

                  

                    

                  

                

                
]

              

            

          

        

        
≃

        
7.5

        
×

        

          
10

          

            
−

            
3

          

        

      

    

    
{\displaystyle K_{a1}={\frac {{\ce {[H^+][H2PO4^-]}}}{{\ce {[H3PO4]}}}}\simeq 7.5\times 10^{-3}}

  

 (
p
K
a

  

    

      

        

          

          

          

            
1

          

        

        
 

        
2.12

        
)

      

    

    
{\displaystyle {}_{1}\ 2.12)}

  

```

{\displaystyle {\ce {H2PO4^- <=> H^+ + HPO4^2-}}}
```

  

    

      

        

          
K

          

            
a

            
2

          

        

        
=

        

          

            

              

                
[

                

                  
H

                  

                    
+

                  

                

                
]

              

              

                
[

                

                  
HPO

                  

                    
4

                  

                  

                    
2

                    

                    

                      
−

                    

                  

                

                
]

              

            

            

              

                
[

                

                  
H

                  

                    
2

                  

                  

                    

                  

                

                

                  
PO

                  

                    
4

                  

                  

                    

                  

                

                

                  
−

                

                
]

              

            

          

        

        
≃

        
6.2

        
×

        

          
10

          

            
−

            
8

          

        

      

    

    
{\displaystyle K_{a2}={\frac {{\ce {[H^+][HPO4^{2-}]}}}{{\ce {[H2PO4^-]}}}}\simeq 6.2\times 10^{-8}}

  

 (
p
K
a

  

    

      

        

          

          

            
2

          

        

        
 

        
7.21

        
)

      

    

    
{\displaystyle _{2}\ 7.21)}

  

```

{\displaystyle {\ce {HPO4^2- <=> H^+ + PO4^3-}}}
```

  

    

      

        

          
K

          

            
a

            
3

          

        

        
=

        

          

            

              

                
[

                

                  
H

                  

                    
+

                  

                

                
]

              

              

                
[

                

                  
PO

                  

                    
4

                  

                  

                    
3

                    

                    

                      
−

                    

                  

                

                
]

              

            

            

              

                
[

                

                  
HPO

                  

                    
4

                  

                  

                    
2

                    

                    

                      
−

                    

                  

                

                
]

              

            

          

        

        
≃

        
2.14

        
×

        

          
10

          

            
−

            
13

          

        

        
 

      

    

    
{\displaystyle K_{a3}={\frac {{\ce {[H^+][PO4^{3-}]}}}{{\ce {[HPO4^{2-}]}}}}\simeq 2.14\times 10^{-13}\ }

  

 (
p
K
a

  

    

      

        

          

          

            
3

          

        

        
 

        
12.67

        
)

      

    

    
{\displaystyle _{3}\ 12.67)}

  

```

1 段階目の電離により発生するアニオン（陰イオン）は H2PO−
4 である。以下同様に 2 段階目の電離により HPO42– が、3 段階目の電離により PO43– が発生する。25 ℃ における平衡反応式と酸解離定数 K a1, K a2, K a3 の値は上に示す通りであり、pKa の値もそれぞれpK a1 = 2.12, pK a2 = 7.21, pK a3 = 12.67（各 25 ℃）となる。1 段目はやや強く解離し 0.1 mol/dm3 の水溶液では電離度は約 0.27 であり、3 段目の解離はきわめて弱く、中和滴定曲線でも第三当量点は現れない。
pK a の値からも分かるように、オルトリン酸の共役塩基は幅広い水素イオン指数（pH）に渡って存在することができる。この性質を利用し、リン酸塩としたものが緩衝溶液に用いられている。リン酸塩類は生物学の分野においても多々登場しており、特に DNA や RNA、アデノシン三リン酸などのリン酸化された糖がよく知られている。詳細については記事リン酸塩を参照のこと。

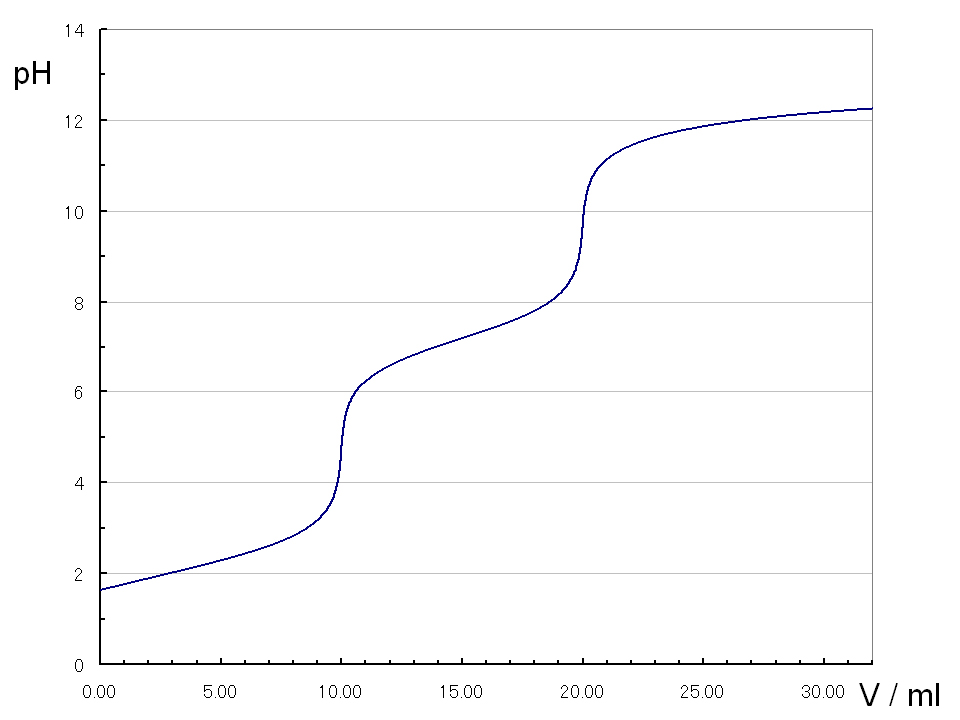
水酸化ナトリウム水溶液による中和滴定曲線

酸解離に関する標準エンタルピー変化、ギブス自由エネルギー変化、エントロピー変化の値が報告されており、解離に伴いエントロピーの減少がおこるのは、電荷の増加に伴ってイオンの水和の程度が増加し、電縮が起こり水分子の水素結合による秩序化の度合いが増加するからである。
|          | {\displaystyle \Delta H^{\circ }} | {\displaystyle \Delta G^{\circ }} | {\displaystyle \Delta S^{\circ }} | {\displaystyle \Delta C_{p}^{\circ }} |
| -------- | --------------------------------- | --------------------------------- | --------------------------------- | ------------------------------------- |
| 第一解離 | −7.95 kJ/mol                      | 12.26 kJ/mol                      | −67.8 J/mol K                     | −155 J/mol K                          |
| 第二解離 | 4.15 kJ/mol                       | 41.13 kJ/mol                      | −123.9 J/mol K                    | −226 J/mol K                          |
| 第三解離 | 14.74 kJ/mol                      | 70.45 kJ/mol                      | −188.7 J/mol K                    | − J/mol K                             |

### 縮合リン酸

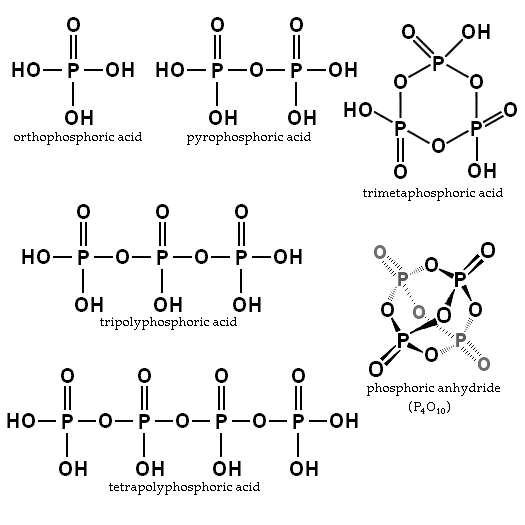
各種リン酸構造式。左側上から、オルトリン酸・ピロリン酸、トリポリリン酸、テトラポリリン酸。右側上から、トリメタリン酸、十酸化四リン。

オルトリン酸を加熱すると脱水反応が起こる。150 ℃ で無水物となり、200 ℃ で 2 つのオルトリン酸が反応し徐々にピロリン酸（二リン酸）H4P2O7 が生成する。さらに高次の縮合リン酸 Hn+2PnO3n+1 も生成し、300 ℃ 以上では 1 つのリン酸ユニットにつき 1 つの水分子が脱離してメタリン酸（ポリリン酸）(HPO3)n が生成する。メタリン酸はオルトリン酸が脱水縮合した化合物とみなすことが可能である。

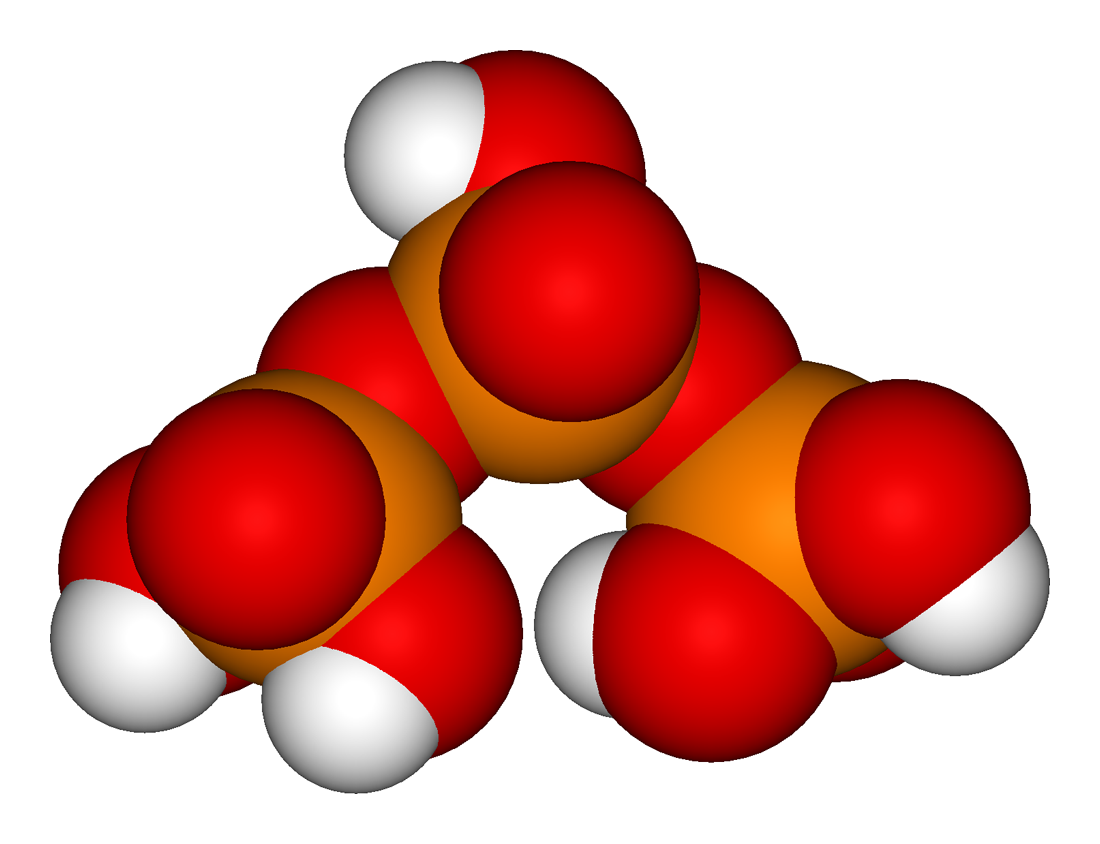
トリポリリン酸の空間充填モデル

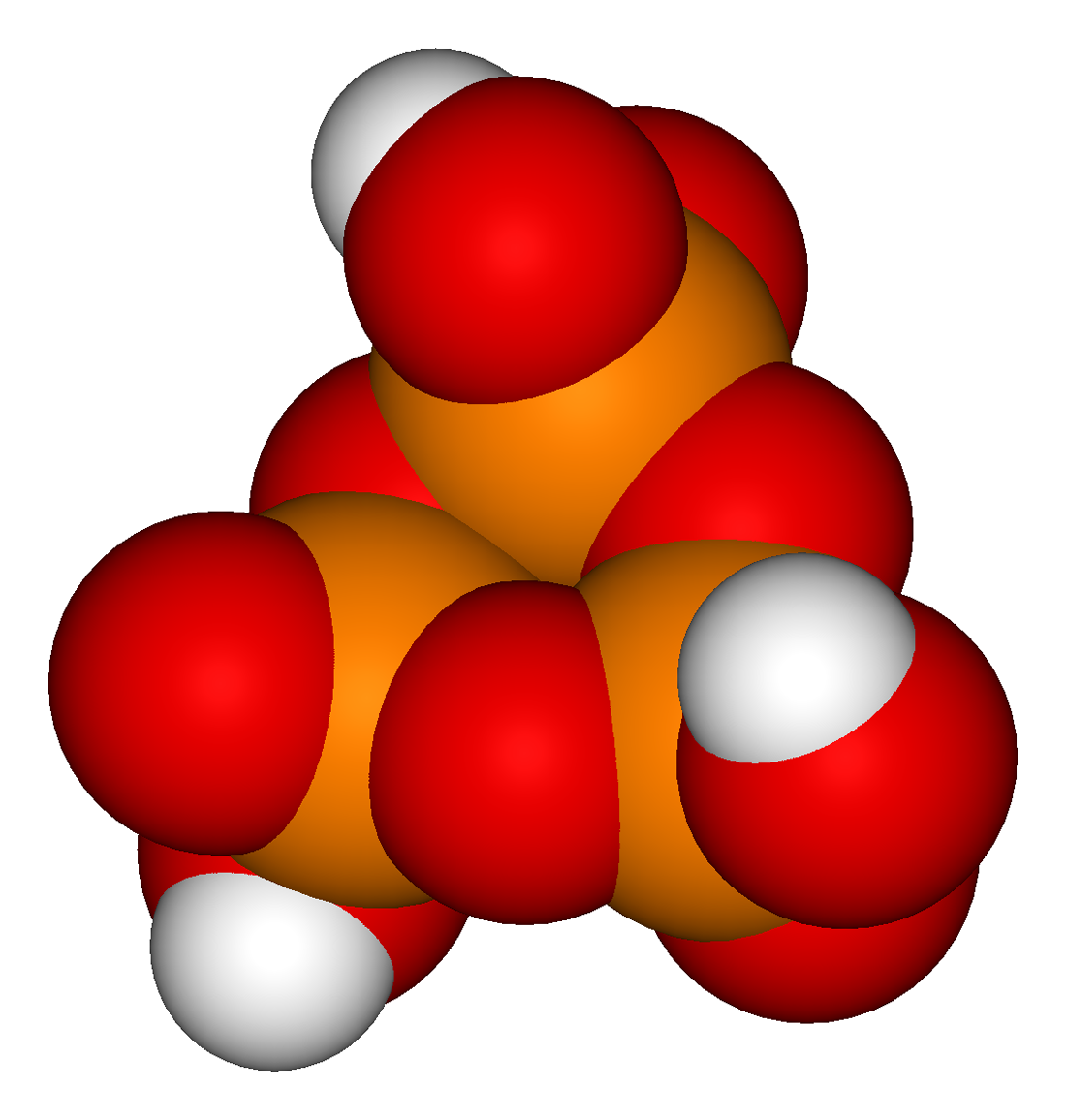
トリメタリン酸の空間充填モデル

いずれも複数の PO4 四面体を酸素原子を架橋として連結した構造であり、ポリリン酸は一般的に PO4 四面体が環状に連結したシクロリン酸（しくろりんさん、cyclophosphoric acid）である。
このような加熱により生成するポリリン酸の混合物は、高温において金属などに対する作用も激しくなり、ガラスでさえ侵すようになり、強リン酸（きょうりんさん）と呼ばれることもある。
それ以上の脱水は非常に難しいが、脱水したら五酸化二リン（十酸化四リン）が生成する。五酸化二リンは水と激しく反応する固体であり、乾燥剤としても用いられる。

## 利用

### ハロゲン化水素の調製
リン酸と無機ハロゲン化物を反応させると、対応するハロゲン化水素ガスが発生する。これは研究室レベルでハロゲン化水素を入手する簡単な方法である。
{\displaystyle {\ce {NaCl(s) + H3PO4(l) -> NaH2PO4(s) + HCl(g)}}}
{\displaystyle {\ce {NaBr(s) + H3PO4(l) -> NaH2PO4(s) + HBr(g)}}}
{\displaystyle {\ce {NaI(s) + H3PO4(l) -> NaH2PO4(s) + HI (g)}}}

### 皮膜処理
リン酸は錆びた鉄の表面に存在する酸化鉄を不溶性のリン酸塩へと変換し、皮膜を生成することができる。この廃液処理は環境に配慮する必要がある。

### 食品添加物
リン酸塩としたものが食品添加物として用いられている。リン酸塩が身体に与える影響について、様々な議論が交わされている。

### 肥料
リン酸は窒素、カリウムと伴に肥料の三要素であり（植物との関係については後述）、量的には肥料としての消費量が圧倒的に多い。リン鉱石を硫酸で処理してリン酸を可溶性とした過リン酸石灰が最も多く生産されているが、硫酸イオンを含まず、リン酸の含量の多い重過リン酸石灰も普及している。
{\displaystyle {\rm {Ca_{5}OH(PO_{4})_{3}+7H_{3}PO_{4}\longrightarrow 5Ca(H_{2}PO_{4})_{2}+H_{2}O}}}

### 赤外線吸収剤
赤外線を吸収する性質を利用して赤外線吸収リン酸塩ガラス、赤外線吸収フィルム用樹脂、UV カット化粧品などに用いられている。また、この性質を利用した軍事用途としては水和蒸気を煙幕として発生させる白リン弾や赤リン発煙弾がある。

## 合成
熱合成法
リン単体を燃焼させ五酸化二リンを生成させ、これを希薄なリン酸水溶液に溶解させることで純粋なリン酸が得られる。最も環境にやさしい合成法であるが、鉱山から採掘されたリン単体に含まれる不純物を取り除く必要がある。

湿式合成法
約35％の硫酸をリン鉱石（リン酸カルシウム）と反応させることで得られる。
{\displaystyle {\ce {3H2SO4 (aq) + Ca3(PO4)2 (aq) + 6H2O(l) <-> 2H3PO4 (aq) + 3CaSO4 (aq) + 6H2O (l)}}}
{\displaystyle {\ce {10H2SO4 (aq) + 3Ca3(PO4)2 . CaF2 + 20H2O (l) <-> 6H3PO4 (aq) + 10(CaSO4 . 2H2O) + 2HF (g)}}}
濾過により精製可能であるが、フッ化水素酸などの不純物が混入することがあるため、熱合成法と比較すると純度が落ちる。
2008年度の日本国内生産量は 152,976 トン、消費量は 37,625 トンである。

## リン酸イオン

リン酸イオンの構造式

リン酸一水素イオンの構造式

リン酸二水素イオンの構造式

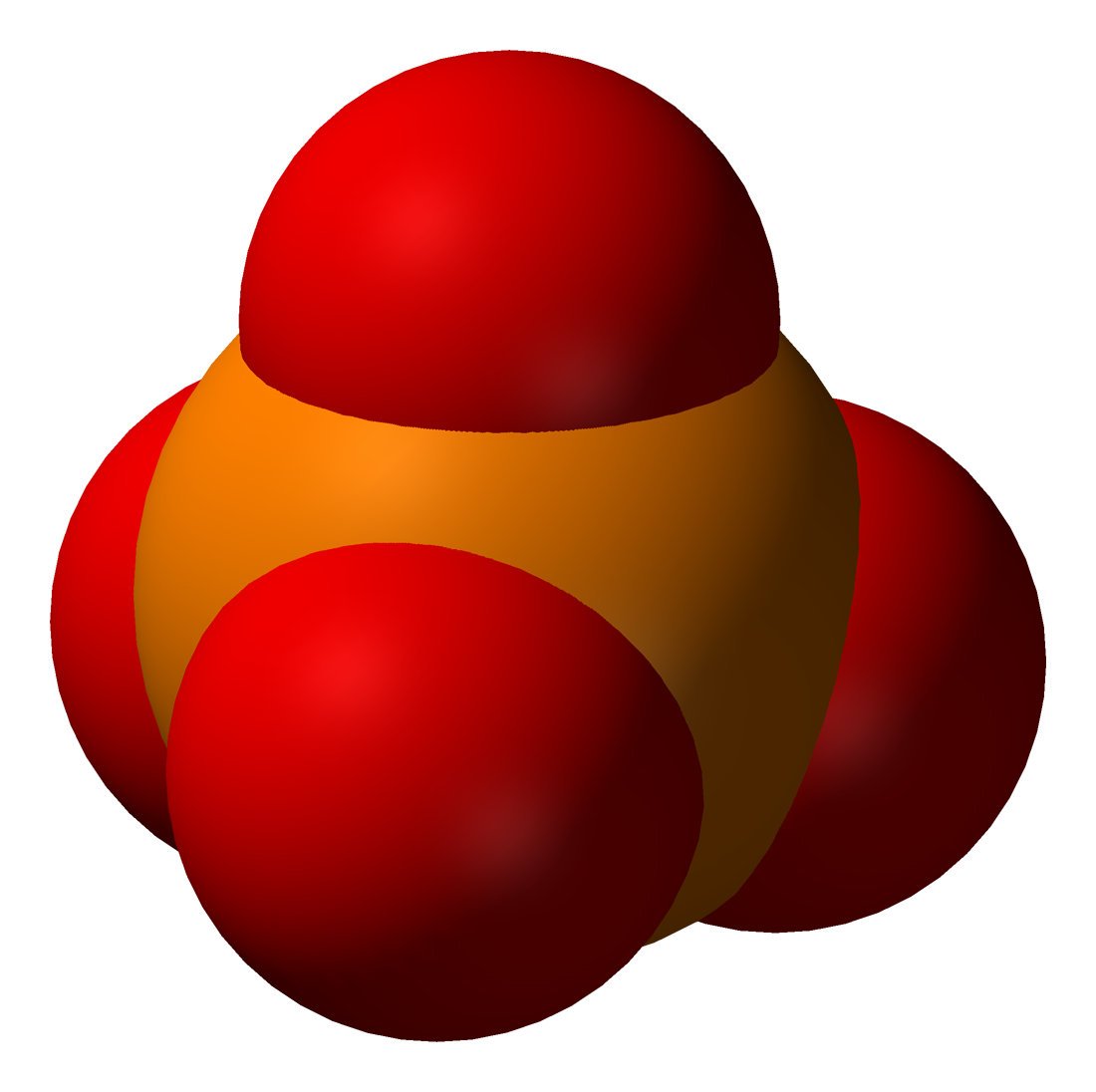
リン酸イオンの空間充填モデル

リン酸の第一段階電離により、リン酸二水素イオン（りんさんにすいそいおん、dihydrogenphosphate(1-), H₂PO₄⁻）、第二段階解離によりリン酸水素イオン（りんさんすいそいおん、hydrogenphosphate(2-), HPO₄²⁻）、第三段階解離によりリン酸イオン（りんさんいおん、phosphate, PO₄³⁻）を生成し、それぞれリン酸二水素塩、リン酸水素塩、リン酸塩の結晶中に存在する。
リン酸イオンは正四面体型構造であり、P—O 結合距離はリン酸アルミニウム結晶中で152 pmである。

## リン酸塩
リン酸塩（りんさんえん、phosphate）には正塩、および水素塩/酸性塩（リン酸水素塩、hydrogenphosphate / リン酸二水素塩、dihydrogenphosphate）が存在し、リン酸ナトリウム Na3PO4 水溶液は塩基性（pH～12）、リン酸水素ナトリウム Na2HPO4 水溶液は弱塩基性（pH～9.5）、リン酸二水素ナトリウム NaH2PO4 水溶液は弱酸性（pH～4.5）を示す。
アルカリ金属塩、アンモニウム塩は水に可溶であるが、アルカリ土類金属塩をはじめとしてその他のものは極めて難溶性であることが多い。

### リン酸塩鉱物

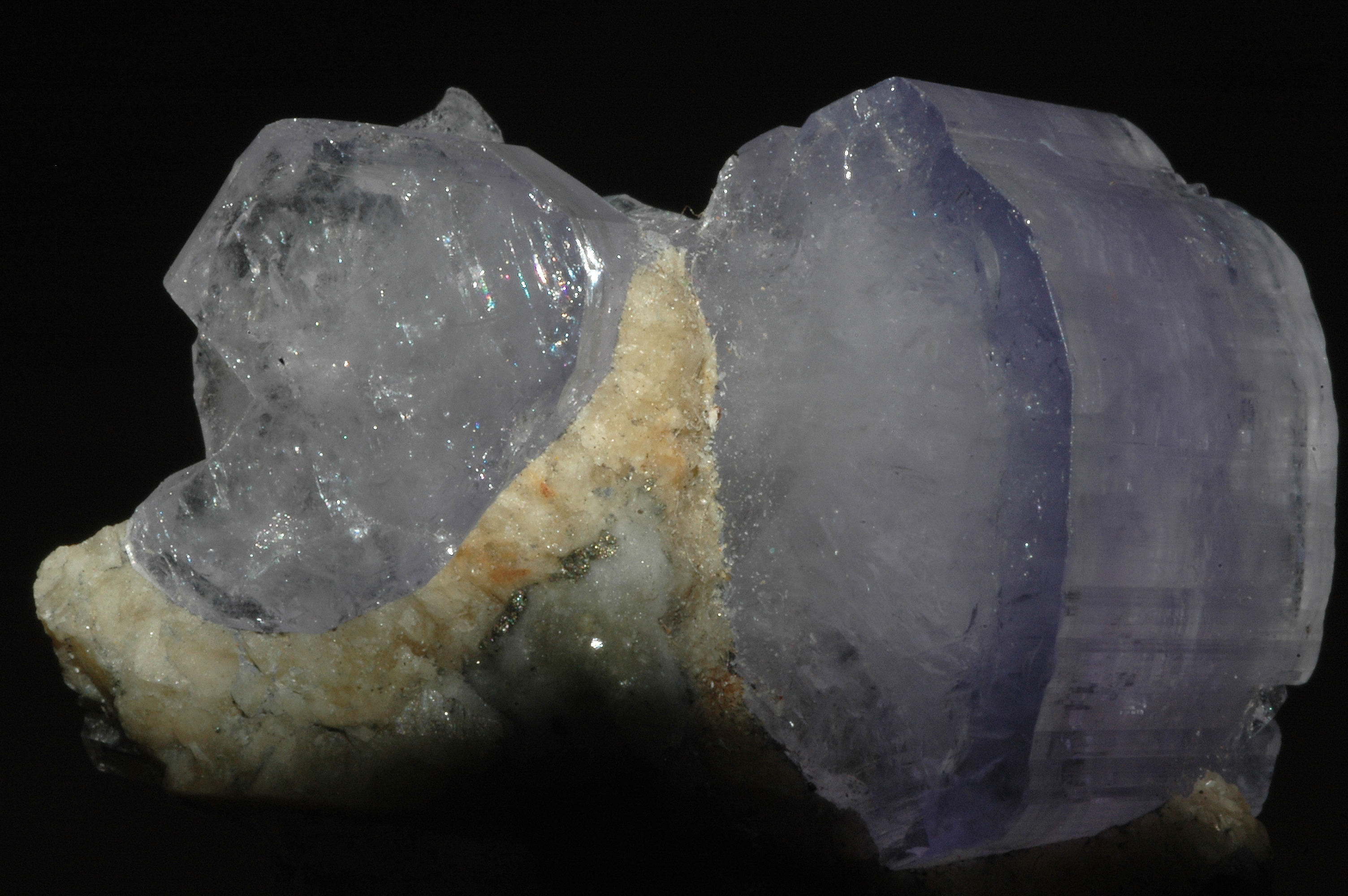
燐灰石

生物の作用によるもの、ペグマタイトなどに含まれるものなどがあり、希土類元素、ウラン、トリウムなどを含むものが多い。
- カコクセナイト, Cacoxenite {\displaystyle {\ce {(AlFe24O6(OH)12(PO4)17\cdot 75H2O)}}}
- トルコ石, Turquoise {\displaystyle {\ce {(CuAl6(PO4)4(OH)8\cdot 4H2O)}}}
- モナズ石, Monazite {\displaystyle {\ce {((Ce,La,Nd,Th)PO4)}}}
- 燐灰ウラン石, Autunite {\displaystyle {\ce {(Ca(UO2)2(PO4)2\cdot 10-12H2O)}}}
- 燐灰石, Apatite {\displaystyle {\ce {(Ca5(OH,F)(PO4)3)}}}

## リン酸と健康

### 人体への影響
飲料や食品に酸味を与えるための廉価な添加物として、クエン酸に代わって用いられるが、これらによるリン酸の摂取と骨の密度の低下とが結びつけられている。
逆にリンの摂取が少ないと骨密度が下がるという研究もあるが、この研究は腸内でのリン酸とマグネシウム、カルシウムの結合の影響は考慮せず、体内に吸収されたリンの量での研究である。またリン酸を含む飲料が、尿によるカルシウム排出量に影響しないという研究がある。
リン自体は人体に必須のミネラルであり、厚生労働省が定めた摂取基準によれば 18 – 49 歳の成人の 1 日あたり目安量は、男性で 1,050 mg、女性で 900 mg、上限量は男女とも 3,500 mg とされている。野菜や肉などの生物に由来する食物に普通に含まれる元素である。

### 寿命との関係
哺乳類は血中リン酸濃度が低くくなるほど寿命が長くなる。ハムスターは血中リン酸濃度がヒトの2倍あり、ヒトが75年生きるのに対しハムスターは3年しか生きない。100歳まで生きるヒトの血中リン酸濃度も低いとされている。
ヒトを含む多くの生物は、自己が利用するエネルギーの運用体（アデノシン三リン酸(ATP)）としてリンを使用しているため、代謝が速く寿命の短い哺乳類において血中濃度が高いことは不自然ではない。
また、リン酸はゲノム構造の基礎材料の一つであるため、食品中のゲノム総量の多い細胞数の多い食品はリン摂取元としての比重も大きくなる（動物細胞においてはゲノムのリン酸以外に細胞膜のリン脂質が重要な供給源になる）。

## リン酸と植物
植物にとってリン酸は、生理作用をよくする効果があり、花芽分化や実の促進に不可欠な要素である。窒素を葉肥というのに対し、リン酸は実肥という。
リン酸不足になると花の色や質が悪くなったり、葉の暗緑色となり周縁部が黒くなることがある。